# المشاودة
قرية المشاودة هي إحدى القرى التابعة لمركز جرجا بمحافظة سوهاج في جمهورية مصر العربية. حسب إحصاءات سنة 2006، بلغ إجمالي السكان في المشاودة 13213 نسمة، منهم 6459 رجل و6754 امرأة.